# اریک لا سال
اریک لا سال (انگلیسی: Eriq La Salle؛ زادهٔ ۲۳ ژوئیهٔ ۱۹۶۲) یک هنرپیشه، فیلم‌نامه‌نویس، تهیه‌کننده و کارگردان اهل ایالات متحده آمریکا است. وی از سال ۱۹۸۵ میلادی تاکنون مشغول فعالیت بوده‌است.
از فیلم‌ها یا برنامه‌های تلویزیونی که وی در آن نقش داشته است می‌توان به بخش فوریت‌های پزشکی، نردبان جیکوب، سفر به آمریکا، عکس یک‌ساعته، گسل عظیم ، رنگ شب، لوگان اشاره کرد.